# North Fond du Lac
North Fond du Lac – wieś w Stanach Zjednoczonych, w stanie Wisconsin, w hrabstwie Fond du Lac.